# 장한 (진)
장한(章邯, ? ~ 기원전 204년) 또는 장함은 진(秦)의 장군이다. 진승과 오광이 일으킨 봉기를 진압했으며 재건된 위나라, 초나라, 제나라, 조나라를 모조리 격파했다. 그러나 거록 전투에서 패배하고 진나라 내부의 중상모략에 위협을 느껴 항우에게 투항했고, 삼진 중 옹왕에 봉해져 한왕 유방을 견제했으며 유방에게 패해 자결했다.

## 생애
진 이세황제 시대에, 진승과 오광이 봉기하여 진이 매우 혼란스러워지고 각지에서는 진에 멸명됐던 구 제국의 왕족들이 거병하여 독립을 부르짖었다. 진 이세황제 원년 9월(기원전 209년), 진승은 진 본토의 목전인 희(戱)에 십만 명이 넘는 군대와 장군 주장〔즉 주문〕을 파견했다. 황제가 놀라고 조정이 뒤집어지자, 당시 소부 벼슬을 지내던 장한이 죄수들을 사면해 군을 꾸리라고 진언하자 이세황제는 대사령을 내리고 장한을 대장군으로 삼아 봉기군을 치게 했다. 장한은 이세 2년 11월(기원전 208년)에 주문을 격파해 죽였고 진에서는 사마흔과 동예를 보내 장한을 돕게 했다. 장한은 더 나아가서 진승을 격파하고 위왕(魏王) 위구를 단월(정월)에 포위하고 5월에 위왕 구를 구원하러 온 제왕(齊王) 전담을 죽여 위구를 자결하게 했으며, 9월에는 초군과 벌인 전쟁에서 항량을 죽이는 전과를 올린다.
이후 황하를 건너 진 이세 3년 10월(기원전 207년)에는 조 공격으로 선회했다. 마침 조나라는 장수 이량이 왕 무신을 죽여 수도 한단이 혼란에 빠졌고 조왕 헐, 장이, 진여는 신도로 달아나 어수선했다. 장한은 진여 등을 공격했다 패퇴한 이량의 항복을 받아 한단을 접수하고, 한단의 주민을 하내로 강제 이주시켰으며, 한단성을 파괴했다. 조왕 헐과 장이는 거록으로 달아났고 진여는 대로 달아났다. 장한은 왕리와 섭간에게 거록을 포위하게 하고 자신은 남에서 용도를 쌓아 군수물자를 공급했으나 이세 3년 11월, 초의 항우가 구원군을 끌고 와서 거록의 포위를 풀고 진 군대를 무찔러 소각을 죽이고 섭간은 자결했다. 12월, 왕리마저 사로잡혔다. 포위군이 격파당한 후에도 장한은 극원에 주둔하면서 장수 이남의 항우 군과 대치했다. 장한은 2월에 초군에게 패해 물러났고 4월에 초군이 맹렬히 공격하자 장사 사마흔을 보내 조정에 원군을 청했으나 이미 조정은 조고가 농락했고 진 이세황제는 진군이 싸우지도 않고 수차 후퇴했다고 장한을 꾸짖었다. 장한은 조고에게 암살당할 뻔한 사마흔의 권유와 진여가 보낸 편지를 받고 초군을 무찌르든 아니든 조고가 장악한 진 조정에서 살아남을 수 없다는 생각에 초군에게 항복했으며 항우에게서 옹왕으로 책봉받았지만, 항우는 반란의 불씨를 우려하여 장한, 사마흔, 동예를 제외한 투항한 진군 20만 명을 신안에서 생매장했다.
항우가 관중 지방에 입성한 후, 한왕 원년(기원전 205년) 정월에 옹왕(雍王)에 봉해져, 진 땅을 갈라 받아 부장이었던 새왕 사마흔, 적왕 동예와 함께 관중 수비를 담당했다. 옹의 판도는 함양 이서 일대며, 폐구(廢丘)에 도읍을 두었다.
8월, 한나라에서 한신(韓信)의 계책을 받아들여 고도현의 폐쇄된 구 도로로 나와 옹을 습격하자, 장한은 진창(지금의 보계시 진창구)에서 한군을 요격했으나 패배하고 달아나다 호치에서 한군에게 다시 패해 폐구성으로 달아났다. 한은 번쾌에게 장한이 도망친 폐구를 포위하게 하고 옹의 나머지 판도를 모두 정복했다. 한왕 2년(기원전 204년), 한은 물을 끌어들여 폐구를 공격했다. 폐구는 항복하고 장한은 자결했다. 한은 옹을 폐하고 지명 폐구를 괴리로 바꿨으며, 구 옹의 판도에 농서군, 북지군, 중지군〔후의 우부풍〕을 설치하여 한의 군현으로 편입했다.

## 가족 관계
- 아우: 장평